# Karzeł Kila
Karzeł Kila (ESO 206-G220) – karłowata galaktyka sferoidalna znajdująca się w konstelacji Kila w odległości około 360 000 lat świetlnych od Ziemi. Galaktyka ta jest członkiem Grupy Lokalnej oraz satelitą Drogi Mlecznej. Karzeł Kila został odkryty w 1977 roku przy wykorzystaniu UK Schmidt Telescope znajdującego się w Obserwatorium Siding Spring.
Gwiazdy tej galaktyki mają po 7 miliardów lat, są więc nieco młodsze od gwiazd należących do większości innych małych galaktyk karłowatych.